# Ronald Theseira
Ronald Ignatius „Ronnie“ Theseira (* 17. Mai 1938; † 18. Juni 2022 in Malakka) war ein malaysischer Fechter.

## Biografie
Ronald Theseira begann in den 1950er Jahren den Fechtsport in Malaysia einzuführen und gründete gegen Ende des Jahrzehnts die Malayan Amateur Fencing Association. Nachdem diese 1981 zur Malaysian Fencing Federation wurde, war er fortan bis 1985 Präsident.
Als Theseira bei den Olympischen Sommerspielen 1964 in Tokio ankam, wurde festgestellt, dass seine Anmeldung nicht eingegangen sei, da ein malaysischer Beamter dies vergessen hatte. Theseira ging in Berufung und beeindruckte den Präsidenten des Weltfechtverbandes mit seinen Französisch- und die Organisatoren mit seinen Japanischkenntnissen. Am Tag vor den Spielen wurde Theseira auf die Teilnehmerliste gesetzt und trat bei allen drei Einzelwettkämpfen an. Er schied jedoch immer in der ersten Runde aus. Darüber hinaus nahm Theseira auch an den Commonwealth Games 1970 und den Weltmeisterschaften 1986 teil. 